# Anton van Schaumburg (aartsbisschop)

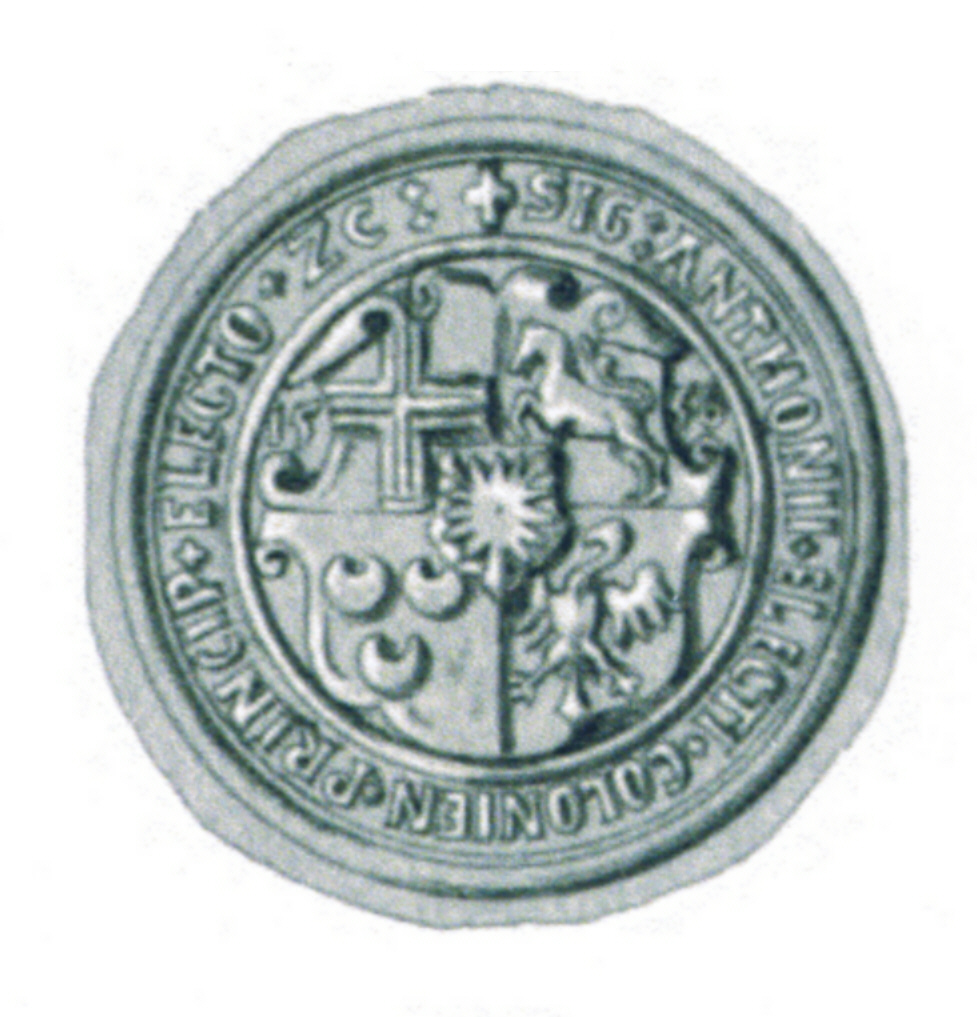
Zegel van Anton van Schaumburg

Anton van Schaumburg, ook wel von Schauenburg, voluit Anton, graaf van Holstein, Schaumburg en Sternenberg (ca. 1500 - 1558), was een vooraanstaand geestelijke in het Rijnland. Hij was proost van een aantal belangrijke kapittelkerken en aartsbisschop van Keulen.

## Levensloop
Anton was het vijfde van twaalf kinderen van graaf Jobst I van Holstein-Schauenburg en Maria van Nassau-Siegen. Mogelijk was hij verwant met Bernard van Schauenburg, die in 1568-1569 gouverneur of stadscommandant van Maastricht was. Het geslacht Schauenburg was oorspronkelijk actief als rentmeester ('burchtbewaarders') van de graven van Eberstein.
In 1543 werd Anton door keizer Karel V benoemd tot proost van het kapittel van Sint-Servaas in Maastricht. In die hoedanigheid was hij tevens heer van de Elf banken van Sint-Servaas, Tweebergen en Mechelen-aan-de-Maas. De kanunniken van het Maastrichtse kapittel weigerden hem aanvankelijk te erkennen, maar gaven toe na enig aandringen van de keizer. De inhuldiging vond noodgedwongen plaats in de kerk van Sint Jan Evangelist in Luik, omdat in Maastricht op dat moment een pestepidemie heerste. Tijdens zijn proostschap werd in 1554 bij de boekdrukker Jacob Baethen te Maastricht een muziekwerk van de Luikse componist Joannes de Latre gedrukt. Dit drukwerk werd aan Anton van Schaumburg opgedragen en behoort tot de belangrijkste muziekdrukwerken uit deze periode.
Hij was tevens deken van het Sint-Gereonkapittel in Keulen en proost van het Ceciliakapittel in Hildesheim en het Sint-Lambertuskapittel in Luik. Bij dat laatste kapittel was hij de opvolger van zijn broer Adolf III van Schaumburg, die toen aartsbisschop van Keulen was geworden.
In 1556 werd hij door het Keulse Domkapittel gekozen als opvolger van zijn broer Adolf als aartsbisschop van Keulen. Een jaar later, op 6 oktober 1557, werd die keuze door paus Paulus IV bevestigd, ondanks het feit dat Adolf slechts een van de hogere priesterwijdingen had ontvangen.
Bij de aanvaarding van zijn nieuwe functie moest hij het proostschap in Maastricht, Luik en Hildesheim neerleggen. De belangrijkste taak waar hij zich voor gesteld zag, was om de financiële situatie van het keurvorstendom te verbeteren.
Anton van Schaumburg overleed op 18 juni 1558 op het kasteel Godesberg bij Bonn. De grafmonumenten, die de Antwerpse beeldhouwer Cornelis Floris de Vriendt voor hem en zijn broer maakte in de Dom van Keulen, stonden oorspronkelijk op het priesterkoor opgesteld, maar werden in 1863 naar de radiaalkapellen verplaatst. Het grafmonument van Anton bevindt zich in de Engelbertkapel.